# 후세인 수피
후세인 (후세인) 수피 (1372년 우르겐치에서 사망)는 1360년대 화레즘의 통치자이다. 온기라트 왕가의 후손인 후세인 수피는 무인 알 딘 나탄지에 따르면 킵차크 칸국의 칸이자 1361년 사레 베르케에서 켈디베코프에게 죽은 난가다야의 아들이라고 한다.
B. A. 아크메도프에 따르면, 난가다야 뿐 아니라 쿠트루그 티무르 베크랴베크 우즈베크 칸 왕가에도 속했다고 한다. 쿠트루그 티무르 우즈베크 칸은 화레즘 지역을 통치했고 그의 죽음 이후 쿠트루그 티무르는 난가다야가 장악했다.
후세인 수피는 킵차크 칸국 내에서 온기라트계 화레즘 왕조를 창시하면서 화레즘의 독립을 달성했다. 후세인 수피는 두 자식으로 유수프 수피와 아크로 수피가 있었다. 아크로 수피는 킵차크 칸국의 칸인 우즈베크 칸의 딸과 결혼했다.
후세인 수피부터 시작한 온기라트 왕조는 1372년에서 1388년까지 지속되었다. 이 왕조는 티무르에 대항하여 독립운동을 하였다. 후세인 수피는 티무르가 우르겐치를 포위공격 하는 동안 1372년에 사망했다.

## 참고 문헌
- (러시아어) Б. А. Ахмедов. Государство кочевых узбеков. Москва, "Наука", 1965